# Tetranychus yusti
Tetranychus yusti är en spindeldjursart som beskrevs av McGregor 1955. Tetranychus yusti ingår i släktet Tetranychus och familjen Tetranychidae. Inga underarter finns listade i Catalogue of Life.